# Janine Strahl-Oesterreich
Janine Strahl-Oesterreich (* 17. Mai 1959 in Stralsund) ist eine deutsche Fernsehmoderatorin, Autorin, Interpretin, Übersetzerin und Dolmetscherin.

## Leben
Janine Oesterreich studierte von 1977 bis 1983 Skandinavistik und Philosophie an der Universität Greifswald und schloss mit dem Diplom ab. Danach arbeitete sie bis 1991 in der Dänischen Redaktion von Radio Berlin International. Nach der politischen Wende war Janine Strahl-Oesterreich auch als Fernsehansagerin für den Deutschen Fernsehfunk (DFF) in Berlin tätig. Zusammen mit Klaus-Peter Grap führte sie am 31. Dezember 1991 als TV-Ansagerin durch das (letzte) Abendprogramm des Senders, bevor dieser um 24:00 Uhr abgeschaltet wurde. Seit 1992 arbeitet sie als Moderatorin für den MDR, macht Lesungen und Bühnen-Talkshows. Darüber hinaus ist sie auch als Übersetzerin von Büchern aus dem Dänischen tätig.
Janine Oesterreich war elf Jahre mit dem Schriftsteller Bob Strahl († 1997), dem Sohn von Rudi Strahl, verheiratet und lebt seit 1983 in Berlin.

## Hörspiele und Features
- 2012: Heidi Mühlenberg: Mülleimer Ostsee – Die Plastikverschmutzung der Meere – Regie: Henry Bernhard (Radio-Feature – MDR)

## Veröffentlichungen
- das Hörbuch "Eine Frau macht Theater. Aus dem Leben der Neuberin." (Eulenspiegel Verlag 2011)
- die Übersetzung der Biografie über Ove Sprogøe alias Egon Olsen aus dem Dänischen "Mächtig gewaltig, Egon" (Verlag Das Neue Berlin 2012)
- das Hörbuch "Wohl und Wehe" – Minutengeschichten von Bob Strahl (Verlag Das Neue Berlin 2012)